# Magatzem al carrer Sant Llorenç, 9 (la Galera)
El Magatzem al carrer Sant Llorenç, 9 és una obra de la Galera (Montsià) inclosa a l'Inventari del Patrimoni Arquitectònic de Catalunya.

## Descripció
Juntament amb els edificis característics de tota població camperola aquí al poble de la Galera trobem una sèrie de construccions de finals del segle xix i inicis del XX. N'hi ha de dues plantes o d'una sola, com en aquest cas, amb teulada a doble vessant amb el carener paral·lel a la façana. La porta d'accés és ample i presenta jambes decorades que sustenten un arc escarser, la data de construcció, (1907) es present en la dovella central d'aquest.